# 테디 퇴마
테디 퇴마(프랑스어: Teddy Teuma, 1993년 9월 30일 ~ )는 프랑스 출생 몰타의 축구 선수로 현재 리그 1의 스타드 드 랭스에서 미드필더로 활약 중이며 몰타 축구 대표팀의 일원으로도 활약하고 있다.

## 클럽 경력

### 예르 FC
2011-12 시즌을 앞두고 샹피오나 나시오날 2의 예르 FC 입단을 통해 프로에 전격 입문한 뒤 2014-15 시즌까지 리그 89경기 6골의 준수한 성적을 기록하며 2012-13 시즌 리그 C조 3위, 2013-14 시즌 리그 C조 4위의 성적에 일조했다.

### US 불로뉴
2014-15 시즌을 마친 이후 샹피오나 나시오날의 US 불로뉴로 이적하여 2016-17 시즌까지 주전 미드필더로서 56경기 8골을 기록했다.

### 레드 스타
2017-18 시즌을 앞두고 같은 샹피오나 나시오날의 레드 스타로 이적한 뒤 2018-19 시즌 겨울 이적 시장 전까지 공식전 49경기 7골을 기록하면서 팀의 우승 및 차기 시즌 리그 2 승격을 이끌었다.

### 루아얄 위니옹 생질루아즈
2018-19 시즌 겨울 이적 시장에서 벨기에 챌린저 프로 리그의 루아얄 위니옹 생질루아즈로 이적하여 2022-23 시즌까지 공식전 148경기 26골로 2020-21 시즌 챌린저 프로 리그 우승 및 차기 시즌 벨기에 프로 리그 승격, 2021-22 시즌 벨기에 프로 리그 준우승, 2022-23 시즌 3위, 2022-23 시즌 벨기에 컵 4강, 2022-23년 UEFA 유로파리그 8강 진출 등에 기여하며 위니옹의 에이스로 맹활약했다.

### 스타드 드 랭스
약 5시즌간의 벨기에 리그 생활을 마친 뒤 2023-24 시즌을 앞두고 60억원의 이적료로 리그 1의 스타드 드 랭스의 유니폼으로 갈아입으며 5년만에 프랑스 리그로 복귀한 이후 2023-24 시즌 공식전 27경기 6골을 기록했다.

## 국가대표팀 경력

### 몰타 A대표팀
프랑스 출생에도 불구하고 몰타 혈통으로서 현재까지도 프랑스 여권과 몰타 여권을 보유 중이며 2020년 8월 25일 몰타 A대표팀에 전격 합류한 뒤 같은 해 9월 3일 페로 제도와의 2020-21년 UEFA 네이션스리그 D 1조 1차전에서 국제 A매치 데뷔전이자 국제 대회 데뷔전을 치렀고 그 후 홈에서 열린 쿠웨이트와의 친선 경기에서 A매치 데뷔골을 신고했다.

## 대회 성적

### 클럽
레드 스타
- 샹피오나 나시오날 : 우승 (2017-18)

 루아얄 위니옹 생질루아즈
- 벨기에 프로 리그 : 준우승 (2021-22), 3위 (2022-23)
- 챌린저 프로 리그 : 우승 (2020-21)
- 벨기에 컵 : 4강 (2022-23)